# Boston Justice
Pour les articles homonymes, voir Boston (homonymie) et Justice (homonymie).
Boston Justice ou Justice à Boston au Québec ou Les Maîtres de Boston en Suisse (Boston Legal) est une série télévisée judiciaire américaine créée par David Edward Kelley et diffusée entre le 3 octobre 2004 et le 8 décembre 2008 sur le réseau ABC.
En Belgique, la série est diffusée depuis le 3 juin 2006 sur la RTBF ; en France depuis le 6 juin 2006 sur TF1 puis rediffusée à partir du 17 mars 2008 sur 13e rue ; au Québec depuis le 4 septembre 2006 sur Séries+ et en Suisse depuis le 4 mars 2007 sur TSR1.
Il s'agit d'un spin-off de la série The Practice.

## Synopsis

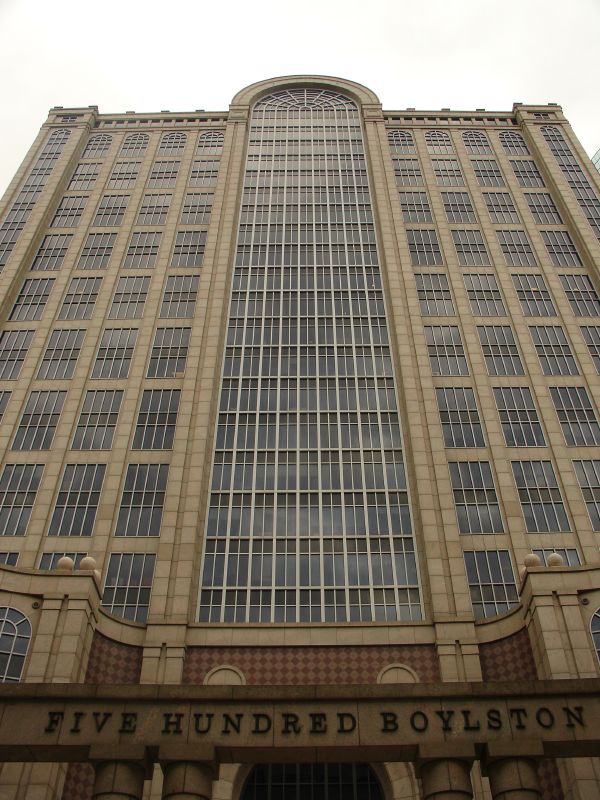
L'immeuble du 500 Boylston Street est censé être le siège du cabinet Crane, Poole & Schmidt.

Alan Shore, avocat talentueux et polémique du cabinet Crane, Poole & Schmidt, a un sens de l'éthique et de la morale assez atypique et aime les cas qui semblent perdus d'avance presque autant que les longues plaidoiries. Il s'occupe d'affaires futiles comme d'affaires ayant un enjeu social pour peu qu'elles aient un intérêt à ses yeux, qu'il consiste en un défi juridique ou vise l'agacement des associés de Crane, Poole et Schmidt.
Il est le meilleur ami de Denny Crane, un des associés et membres fondateurs du cabinet Crane Poole & Schmidt. Crane, légende du barreau sur le déclin, est aussi excentrique qu'obsédé par les femmes. Il reste invaincu au tribunal, avec plus de 6000 affaires gagnées. C'est une caricature de républicain pur et dur, pour la guerre et la peine de mort et surtout pour les armes à feu. Arme à feu dont il n'hésite pas à se servir au grand désespoir des associés principaux.
La série est centrée sur l'amitié entre Denny Crane et Alan Shore, qui créent à eux deux la plupart des ressorts comiques qui ont fait son succès, chaque épisode se terminant par Alan et Denny fumant un cigare et buvant un whisky tout en discutant. Le tout est mâtiné d'histoire d'amour et de drames sans jamais flirter avec le mélodrame. L'humour utilisé peut être primaire (Denny Crane lâchant un pet à un instant inopportun), surréaliste ou extrêmement fin et cynique. De nombreuses références aux autres séries, aux rôles de William Shatner dans Star Trek et des répliques inattendues faisant référence à la condition de personnage de série des acteurs (voir plus bas), comme « Ah vous voilà ! Je vous ai à peine vu dans cet épisode » donnent à la série un charme particulier.
À noter que le personnage d'Alan Shore est apparu dans la dernière saison de The Practice, autre série de David E. Kelley qui traite d'un cabinet d'avocats mais de façon dramatique.

## Distribution

### Partenaires
- William Shatner (VF : Bernard Tiphaine) : Denny Crane
- Candice Bergen (VF : Évelyn Séléna) : Shirley Schmidt (2005-2008)

Une des seules femmes récurrentes de la série (les personnages sont renouvelés presque à chaque saison), elle est également associée principal du cabinet portant son nom. Aussi âgée (ou presque) que Denny Crane, elle a cependant su conserver beaucoup de charme et fait fantasmer Alan Shore, Denny Crane et d’autres anciens amants de passage (dont l’un est incarné par Tom Selleck en invité spécial). Prenant son rôle d’associée principale très à cœur (« Crane » souffre d’Alzheimer et « Poole » d’instabilité mentale) elle se doit d’assurer la réputation du Cabinet et, à ce titre, se montre stricte et sans pitié lorsqu’il s’agit de décider de la bonne marche de l’entreprise. Elle n’hésite donc pas à renvoyer le personnel (de l’assistante aux avocats les plus prometteurs) ou à imposer ses directives suivant la formule sans appel : « Règle numéro 1, vous êtes à « Crane, Poole & Schmidt. Règle numéro 2 : je suis Schmidt ! ». Malgré cette dureté et les manières dirigistes qui incombent à son poste, elle est la première à « monter au front » pour sauver les cas les plus complexes ou désespérés. Et c’est au tribunal qu’on la découvre capable de compassion (certains cas, tels que la maladie d’Alzheimer, la touchent personnellement), extrêmement charismatique (elle arrive à défendre certaines affaires a priori indéfendables) et impliquée envers ses collègues (elle fait tout pour protéger/maintenir la réputation de son ami Denny Crane).
- Larry Miller : Edwin Poole (2004-2008)

Le membre fondateur le moins présent de la série. Edwin Poole est interné dans un hôpital psychiatrique dès le premier épisode, à la suite d'une visite sans pantalon lors d'une réunion. Il refait quelques apparitions ponctuelles.

### Associés
- René Auberjonois (VF : Bernard Woringer) : Paul Lewiston (2005-2008)

Avocat et associé du cabinet, Paul Lewiston apparaît comme un travailleur de l'ombre. Il est chargé du bon fonctionnement du cabinet plutôt que des affaires.
- Mark Valley (VF : Boris Rehlinger) : Brad Chase (2004-2007)

Il ressemble physiquement à Ken (de « Barbie ») et fantasme sur de nombreuses femmes, sans oser trop les aborder (dont ses collègues Lori Colson et plus tard Denise Bauer). Avant tout homme de principes, carré voire machiste, il est surtout fidèle aux bonnes pratiques de la loi et, à ce titre, méprise (voire jalouse) l’attitude d’Alan Shore qui semble récolter tous les lauriers. En réalité, il a une attitude très protectrice envers les femmes, respecte son pays, adore son métier et accèdera finalement au poste de partenaire principal du cabinet avant d’établir une situation plus stable d’homme de famille au début de la saison 4.
- Monica Potter (VF : Laurence Sacquet) : Lori Colson (2004-2005)

Uniquement présente dans la saison 1, elle occupe cependant une place centrale pendant de nombreux épisodes. On la voit notamment seconder l’associé Poole (sorti prématurément de sa clinique), gérer des cas complexes de « meurtre fantasmé », de double personnalité…Sur un plan personnel, elle est la confidente privilégiée de Brad Chase avec qui elle partage une amitié de longue date, mais se découvre une attirance pour le charisme dont Alan Shore fait preuve et se laisse peu à peu influencer par ses pratiques pas toujours très réglementaires.
- Christian Clemenson (VF : Jean-François Aupied) : Gerald « Jerry » Espenson (2005-2008)

Il apparaît dès la saison deux, sporadiquement d’abord, puis dans de nombreux épisodes de la saison trois (en tant qu’avocat de la partie adverse), et enfin crédité aux génériques des saisons quatre et cinq, où il devient un des personnages principaux. Ses principales caractéristiques sont ses « tics » (mains posées sur les genoux en position debout, bruits buccaux et onomatopées diverses) qui ne sont en fait qu’une manifestation du syndrome d'Asperger dont il se soigne grâce à une thérapie comprenant la prise de médicaments et surtout le recours à une cigarette en bois. Accessoire lui permettant de (re)prendre confiance, il se montre alors extrêmement décontracté et sûr de lui, se permettant même parfois des plaisanteries déplacées en plein tribunal. Il reste certainement l’un des personnages les plus attachants et ayant le plus évolué au cours des saisons.
- Craig Bierko (VF : Jean-Philippe Puymartin) : Jeffrey Coho (2006-2007)

Avocat talentueux, il arrive au cabinet de Boston à l'initiative de Shirley Schmidt au début de la saison 3. Il se positionne naturellement en concurrent de Brad Chase, avec qui il entretient des rapports conflictuels. Il est le père d'une jeune fille qui vit avec sa mère.

### Collaborateurs
- James Spader (VF : Pierre-François Pistorio) : Alan Shore
- Rhona Mitra (VF : Barbara Tissier) : Tara Wilson (2004-2005)

Découverte dans « The Practice » où elle jouait le rôle de secrétaire, on la retrouve ici en tant qu’avocate-stagiaire. Elle seconde régulièrement Alan Shore, avec qui elle aura une brève relation lors de la saison 1, avant de rentrer en Angleterre avec un de ces anciens amants (incarné par Rupert Everett) début de la saison 2. Son rôle de faire-valoir nous permet d’explorer les différents aspects de la personnalité d’Alan Shore avec lequel elle entretient des rapports tour à tour de séduction, de répulsion, de profond respect puis d’indifférence.
- Lake Bell (VF : Julie Dumas) : Sally Heep (2004-2005)

Avocate débutante, elle apparait dans les derniers épisodes de « The Practice » où, alors en conflit avec une collègue beaucoup plus expérimentée, on la découvre naïve, trop impulsive, sincère et volontaire. Alan Shore agit alors en mentor en lui indiquant comment forger ses premières armes d’avocate. De retour dans « Boston Legal », c'est alors une avocate à l’esprit de battante, autant pour ses clients que pour ses propres intérêts. Elle quittera cependant le Cabinet à la demande expresse de « Schmidt » qui lui reprochera son manque de maturité et d’instinct de manipulation. On la retrouve plus mûre et sûre d'elle en guest star. dans la saison 3
- Julie Bowen (VF : Gaëlle Savary) : Denise Bauer-Chase (2005-2008)

Présente durant les saisons 2 et 3, ses premiers « cas » chez « Crane, Poole & Schmidt » la montrent très dirigiste envers ses assistants et distante envers ses collègues. En fait, elle est en pleine procédure de divorce et cherche un sens à sa vie. Carriériste, elle manque de temps pour approfondir la moindre relation et « enchaine » pendant un temps les aventures, avec un faux policier au début, avant de succomber aux charmes d’un de ses clients atteint d’un cancer incurable. Flirtant par instant avec Alan Shore, puis avec un autre associé, c’est finalement en compagnie de Brad Chase qu’elle trouvera l’aventure « sans lendemain » la plus stable. Elle quittera le Cabinet à la fin de la saison 3 pour devenir mère au foyer (à noter cependant une apparition dans un épisode de la saison 4 confirmant son statut d’avocate-femme au foyer épanouie).
- Justin Mentell (VF : Emmanuel Garijo) : Garrett Wells (2005-2006)

Avocat stagiaire, il aura une action décisive dans le cadre du divorce de Denise Bauer et des négociations associées.
- Ryan Michelle Bathe (en) (VF : Annie Milon) : Sara Holt (2005-2006)
- Constance Zimmer (VF : Barbara Delsol) : Claire Simms (2006-2007)

Avocate, elle arrive à Boston sous l'impulsion de Jeffrey Coho dont elle est amie. Très corrosive, redoutable professionnelle, Claire sait aussi faire preuve de beaucoup de tolérance. Elle aide notamment Clarence Bell à surmonter sa timidité et sera sa petite amie.
- Jane Lynch (VF : Anne Jolivet) : Joanna Monroe (2006-2008)
- Gary Anthony Williams (VF : Guillaume Orsat) : Clarence Bell (2007-2008)

À l’instar de Jerry Espenson, ce personnage est atypique par les problèmes de « double personnalité » dont il semble souffrir. Il apparait en début de saison trois dans la peau d’une « femme » à laquelle on refuse le droit d’entrée aux toilettes des dames. On découvre cependant que, loin d’être schizophrène, Clarisse (la femme) est la partie « extravertie » que Clarence (sa vraie identité) n’ose exprimer. À la suite de cette « affaire » qu’il finit par gagner, on le retrouve dans quelques épisodes en « Oprah Winfrey » avant d’apparaitre au générique en milieu de saison trois.
- John Larroquette (VF : Philippe Ogouz) : Carl Sack (2007-2008)

Avocat et associé du cabinet Crane Poole et Schmidt, il est issu de sa branche new yorkaise. Il s'installe à Boston à la demande de Shirley Schmidt dont il est le compagnon, au grand déplaisir de Denny Crane. Très professionnel et attaché à certaines conventions, Carl est un peu dépassé par l'ambiance déjantée qui règne au cabinet.
- Tara Summers (VF : Stéphanie Lafforgue) : Katie Lloyd (2007-2008)

Avocate débutante (nous la rencontrons au début de la saison quatre, au sortir de son cursus de droit), elle partage le bureau de Jerry Espenson. Au départ agissant comme son mentor, ils deviennent rapidement amis et elle agit souvent comme son bras droit : là où Jerry passerait pour « bizarre » auprès du tribunal, elle est l’atout « séduction » grâce à son sens de l’écoute, son ouverture d’esprit, son côté posé et sa féminité. Bien que ses premiers cas la mettent rudement à l’épreuve, elle endosse volontiers son rôle de conseillère et fait preuve de compassion envers ses clients et collègues.
- Saffron Burrows (VF : Marie Zidi) : Lorraine Weller (2007-2008)

Avocate au passé sulfureux, elle est une conquête d'Alan Shore qui le détourne de sa relation avec la juge Gloria Weldon. Elle provoque chez lui des troubles du langage ("salade de mots").
- Taraji P. Henson (VF : Mélody Dubos) : Whitney Rome (2007-2008)

Jeune avocate à la personnalité explosive.

### Personnages secondaires
- Michael Ensign (VF : Michel Prudhomme) : le juge Paul Resnick
- Henry Gibson (VF : Jean Lescot) : le juge Clark Brown
- Brenda Strong (VF : Françoise Cadol) : le juge Judy Beacon
- Lainie Kazan : le juge Paula Stern
- Francesca P. Roberts : le juge Jamie Atkinson
- Anthony Heald (VF : Patrick Floersheim) : le juge Harvey Cooper
- Ron Canada (en) (VF : Said Amadis) : le juge Willard Reese
- Armin Shimerman (VF : Michel Paulin) : le juge Brian Hooper
- Debra Mooney (VF : Mireille Delcroix) : le juge Patricia Webb
- Gail O'Grady (VF : Anne Jolivet) : le juge Gloria Weldon
- William Daniels : le juge Milton Brody
- Loretta Devine : le juge Victoria Thomson
- Roma Maffia (VF : Frédérique Cantrel) : le juge Victoria Peyton
- Shelley Berman : le juge Robert Sanders
- Patricia Belcher : le juge Leslie Bishop

### Personnages récurrents
- Kerry Washington : Chélina (saisons 1-2)
- Betty White (VF : Régine Blaëss) : Catherine Piper (saisons 1-2 puis apparitions ponctuelles)

Déjà apparue dans The Practice, Catherine a, sous ses airs de charmante vieille dame, une façon bien à elle de semer la zizanie. Après son renvoi dans la seconde saison, elle sollicitera plusieurs fois les membres de Crane, Poole & Schmidtt pour diverses affaires.
- Michael J. Fox (VF : Luc Hamet) : Daniel Post (saisons 2-3)

Ancien client de Denise atteint d'un cancer du poumon. Il la demande en mariage à la fin de la saison 2. On apprend sa mort dans la saison 3 (épisode 7) à la suite d'une opération du poumon survenue au Brésil.
- Heather Locklear (VF : Dominique Dumont) : La Veuve Noire (saison 2, épisodes 1 et 2)

Poursuivie pour le meurtre de son mari, elle suscite la passion des médias. Froide et distante.
- Parker Posey (VF : Dominique Westberg) : Marlene Stranger (saison 2)

Prétentieuse, manipulatrice, arriviste et parfaitement détestable. Elle tente de pirater Denise Bauer. Elle est surnommée « le calamar », le seul prédateur naturel du requin. Elle quitte le bureau de Boston pour celui de New York, une fois passée au statut d'associée du cabinet.
- Rupert Everett : Malcolm Holmes (saison 1 et 2)

Avocat anglais et ex-amant de Tara, avec qui elle repart à Londres en début de saison 2.
- Freddie Prinze Jr. (VF : Mathias Kozlowski) : Donnie Crane (saisons 1-2)

Jeune avocat spécialisé dans les causes écologiques. Alors qu'il croyait être le fils de Denny Crane, il intercepte une conversation entre celui-ci et Alan Shore : il n'y a pas de lien de sang entre les deux avocats. C'est une invention de la mère de Donny, qui avait besoin d'argent. Le jeune homme nourrit ensuite une certaine rancœur vis-à-vis de son « ex-père ».
- Tom Selleck (VF : Jacques Frantz) : Ivan Tiggs (saisons 2-3)

Ex-mari de Shirley Schmidt, dont il est toujours amoureux.
- Peter MacNicol : Dr Sydney Field (saison 2)

Psychanalyste, il pousse Denny Crane à faire feu sur lui lors d'une séance. Instable et suicidaire, il prendra aussi une salle entière de tribunal en otage, avant que Denny ne fasse feu sur lui une deuxième fois.
- Robert Wagner (VF : Guy Chapelier) : (saison 2, épisode 27)
- Christopher Rich : Melvin Palmer (saison 2 à 5)

Avocat texan, à la fois jovial et grossier, qui utilise sa bonhomie sudiste pour manipuler ses adversaires. Il irrite particulièrement Alan.
- Marisa Coughlan : Melissa (saisons 2-3)

Secrétaire d'Alan après le renvoi de Catherine Piper, elle demandera son aide pour différents ennuis avec la justice. Son obsession pour son patron se rapproche de l'érotomanie.
- David Dean Bottrell (en) : Lincoln Meyer (saison 3)

Excentrique, efféminé, irritable et susceptible. Il apparaît dans le cadre du procès du meurtre de Marcia Hooper, dont il était le voisin. Lorsque la police se désintéresse de son cas, il va tout faire pour redevenir le centre de l'attention. Il finit par assassiner le juge Hooper, mais rate son coup sur l'insupportable journaliste qui suivait le procès. Il est arrêté après avoir enlevé Shirley Schmidt.
- Currie Graham : Le procureur Frank Ginsburg (saisons 2-3)

Arrogant et rancunier, il rêve de faire tomber Crane, Poole et Schmidt et intègre une dimension personnelle à tous les procès qui l'opposent au bureau.
- Meredith Eaton : Bethany Horowitz, dite « la Mangouste » (saison 3)

Avocate de petite taille, surnommée « la naine » par Denny Crane, dont elle fait la connaissance sur internet. Fille d'une ancienne maîtresse de Denny, elle est régulièrement dégoûtée par le côté libidineux et par le politiquement incorrect de l'avocat, bien qu'ils finissent par s'attacher l'un à l'autre. Un des running gags de la série consiste à la faire apparaître dans une conversation la concernant alors que Denny ne s'est pas rendu compte de sa présence.
- Delta Burke (VF : Frédérique Cantrel) : Bella Horowitz (saison 3)

Femme d'affaires qui possède une société de cosmétiques. Ancienne maitresse de Denny, elle pense qu'il pourrait être le père de sa fille, jusqu'à ce qu'un test ADN prouve le contraire.
- Scott Bakula (VF : Guy Chapelier) : (saison 4, épisode 13)

Version française
Studio de doublage : Mediadub International
Direction artistique : Catherine Le Lann
Adaptation :
 Source et légende : version française (VF) sur RS Doublage

## Analyse

### Le quatrième mur
Dans plusieurs épisodes, les comédiens suppriment le quatrième mur, faisant ainsi directement référence à leur condition de personnage de série télévisée.

### Commentaires
- Le cabinet Crane, Poole & Schmidt se situe aux 14e et 15e étages du 500 Boylston Street.

- Certains des comédiens se retrouvant dans cette série ont des parcours similaires et une expérience commune :
  - William Shatner fut pendant des années le capitaine Kirk de la série Star Trek, or cette série évoluera par cinq fois en passant par Star Trek : La Nouvelle Génération, puis Deep Space Nine où nous trouvons René Auberjonois dans le rôle d'Odo, ainsi que Armin Shimerman dans le rôle de Quark suivi de Star Trek : Voyager avec Jeri Ryan dans le rôle de Seven of Nine, Ethan Phillips dans le rôle de Neelix, ainsi que Leslie Jordan qui fait une apparition au cours de la troisième saison. Sans oublier Star Trek : Enterprise avec Scott Bakula dans le rôle du capitaine Jonathan Archer.
  - James Spader s'illustre dans Stargate, la porte des étoiles.
  - Michael J. Fox, lui s'est notamment fait connaître grâce à son rôle dans Retour vers le futur.
  - Henry Gibson, qui joue le rôle du juge Brown, tient le rôle de Marul dans La Sentinelle, épisode de la cinquième saison de Stargate SG-1.

De fait, dans Boston Justice apparaissent de multiples acteurs issus de la science-fiction, et notamment des séries de l'univers de Star Trek.
- On note aussi un attachement du créateur de la série, David E. Kelley, pour certains de ses acteurs :
  - Leslie Jordan, qui joue le personnage de Bernard dans la série, a également joué le rôle d'un professeur de physique dans Boston Public, ainsi que celui d'un prêtre dans Ally McBeal.
  - Jeri Ryan, qui tient le rôle de l'actrice Courtney Reese, a également joué le rôle du professeur et conseiller d'orientation Ronnie Cooke dans Boston Public.
  - Anthony Heald, qui tient le rôle du juge Harvey Cooper, interprète le rôle de l'adjoint du proviseur Scott Guber dans Boston Public.
- Dans l'épisode Son of the Defender de Boston Justice (saison 3, épisode 18), William Shatner apparaît à deux époques différentes : en tant que Denny Crane actuel, mais aussi en Denny Crane jeune, où dans des scènes de flashback, on le voit plaider une affaire avec son père. Ces images, en noir et blanc, sont issues de la série Studio One (saison 9, épisode 20)
- Anne Betancourt reprend son rôle du juge Hernandez, qu'elle tient dans la série Miss Match dans les épisodes 1 de la saison 1 et 20 de la saison 2.